# Aviación del Cuerpo de Marines de los Estados Unidos

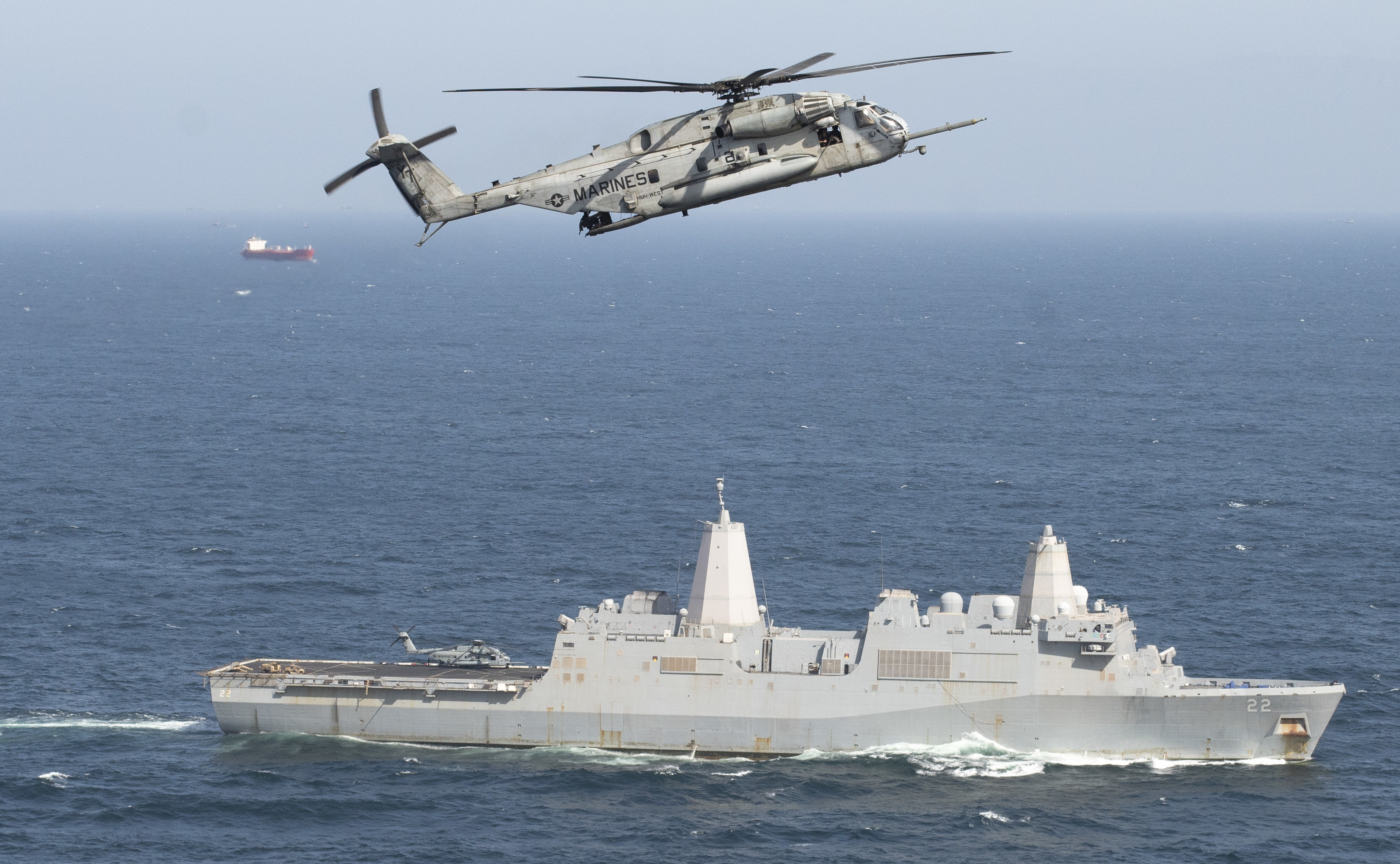
Un CH-53E Super Stallion del Cuerpo de Marines sobrevuela el USS San Diego (LPD-22) en el Golfo Arábigo en 2021.

La Aviación del Cuerpo de Infantería de Marina (Marines) de Estados Unidos (del inglés: United States Marine Corps Aviation (USMCA) es la rama aérea del Cuerpo de Marines de Estados Unidos. Como elemento aéreo de combate, las unidades de aviación del Cuerpo de Marines están asignadas para dar soporte a las Fuerzas de Tarea Aeroterrestre, ofreciendo seis servicios diferentes: apoyo en asaltos, defensa antiaérea, apoyo aéreo cercano, guerra electrónica, control de aeronaves y misiles, y reconocimiento aéreo. La rama aérea de los Marines opera principalmente aeronaves de ala giratoria, de rotor basculante y de ala fija para brindar transporte y apoyo aéreo cercano a sus fuerzas terrestres. También utilizan otros tipos de aeronaves en una variedad de funciones de apoyo y propósitos especiales. Toda la aviación del Cuerpo de Marines está bajo la responsabilidad del Comandante Adjunto de Aviación, cuya función es asesorar al Comandante del Cuerpo de Marines en todos los asuntos relacionados con la aviación, especialmente en cuanto a la captación de nuevos activos, conversiones de aeronaves actuales, mantenimiento, operación y comando.

## Historia

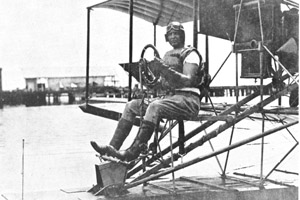
El teniente primero Alfred A. Cunningham, el primer piloto del Cuerpo de Marines.

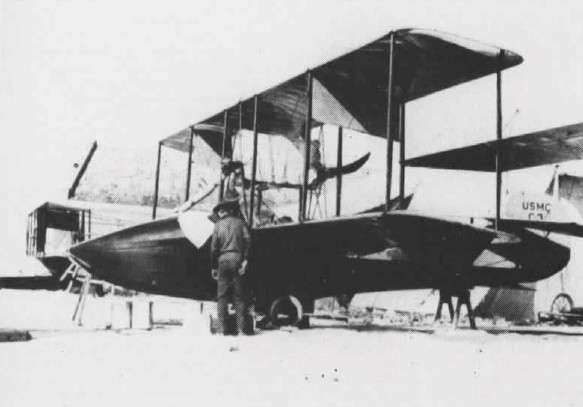
El primer avión del Cuerpo Marines: un Curtiss C-3.

La aviación en el Cuerpo de Marines tuvo sus comienzos oficialmente el 22 de mayo de 1912, cuando el Teniente Primero Alfred Austell Cunningham se presentó en el Campamento de Aviación Naval, en Annapolis (Maryland), "para prestar servicios en el marco de la aviación". El 20 de agosto de 1912 pasó a ser el primer aviador de la Armada al despegar en un Burgess Modelo H que se le fue conferido por Burgess Company, en Marblehead Harbor (Massachusetts).
A medida que fue aumentando el número de pilotos del Cuerpo de Marines, también crecía el afán por separarse de la Aviación Naval, un ideal que fue alcanzado el 6 de enero de 1914, cuando el Teniente Primero Bernard L. Smith fue enviado a Culebra (Puerto Rico) para establecer la Sección de Marines de la Escuela de Vuelo de la Armada. En 1915 el Comandante del Cuerpo de Marines autorizó la creación de una compañía de aviación en el Cuerpo de Marines compuesta por 10 oficiales y 40 soldados. 

### Primera Guerra Mundial

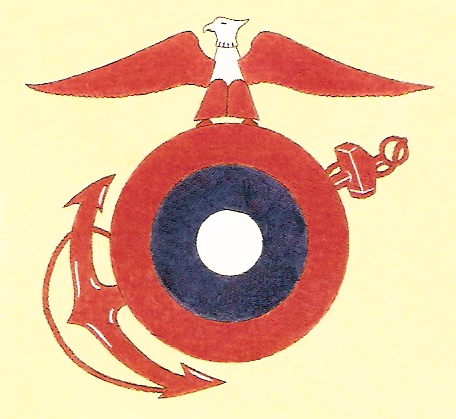
Redondela usada por el Cuerpo de Marine durante la Primera Guerra Mundial.

La primera gran expansión del componente aéreo del Cuerpo de Marines llegó con la entrada de Estados Unidos a la Primera Guerra Mundial en el año 1917. La expansión de tiempo de guerra provocó la división de la Compañía de Aviación en la Primera Compañía Aeronáutica que se desplegó a las Azores para cazar submarinos alemanes en enero de 1918 y en el Primer Escuadrón Aéreo del Cuerpo de Marines que se desplegó a Francia con la recientemente renombrada 1.ª Fuerza de Aviación del Cuerpo de Marines en julio de 1918 y que proporcionó apoyo de bombarderos y cazas al Grupo de Bombardeo del Norte, Ala Diurna de la Armada. Para el final de la guerra, varios pilotos infantes de marina habían logrado derribos en combate aire-aire, en forma colectiva ellos habían dejado caer sobre catorce toneladas de bombas y sumaban un total de 282 oficiales y 2180 hombres de tropa operando 8 escuadrones. En el año 1919 se formó usando estas unidades la 1.ª División/1.er Escuadrón, y que aún hoy en día existe como el VMA-231.

### Período de entreguerras

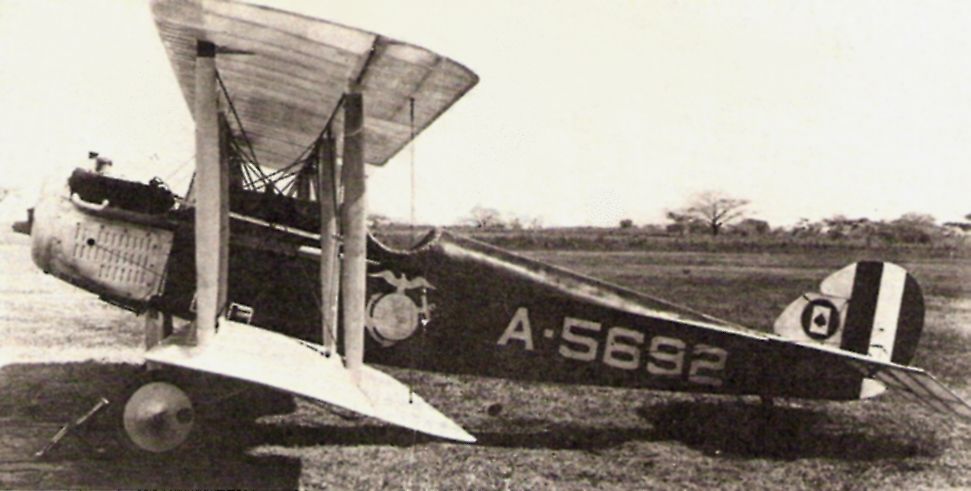
Un Vought VE-7F perteneciente al VO-1M en Santo Domingo, República Dominicana cerca del año 1922.

Hacia el final de la Primera Guerra Mundial el Congreso autorizó 1020 hombres para la Aviación del Cuerpo de Marines y la creación de bases aéreas permanentes en Quantico, Parris Island y San Diego. También Estados Unidos aceptó su rol de potencia mundial y el Cuerpo Marines se convirtió en la fuerza preferida para realizar las intervenciones militares; y donde los marines iban también lo hacía la aviación de los marines. Durante las guerras bananeras, mientras que combatía bandidos e insurgentes en lugares como Haití, República Dominicana y Nicaragua, los aviadores marines comenzaron a experimenta con tácticas aire-tierra y de hacer el apoyo a sus compañeros en tierra su misión principal. Fue en Haití que los aviadores comenzaron a desarrollar la táctica del bombardeo en picado y en Nicaragua es donde comenzaron a perfeccionarla. Mientras otras naciones y servicios habían tratado variaciones de esta técnica, los marines fueron los primeros en adoptarla y hacerla parte de su doctrina táctica. Además del bombardeo en picada los marines en Nicaragua desarrollaron la habilidad del reabastecimiento aéreo de puestos de avanzada dejando caer paquetes desde un trimotor Fokker F.VII. Incluso antes de los eventos ocurridos en el Caribe, los primeros aviadores tales como Alfred Cunningham dijeron en el año 1920 que: "...la únicas excusa para la aviación en cualquier servicio es su utilidad en asistir a las tropas en tierra a llevar a cabo exitosamente sus misiones". 
No fue hasta el 3 de mayo de 1925 que oficialmente apareció el Cuerpo de Marines en la Organización Aeronáutica de la Armada cuando el contralmirante William A. Moffett, que luego sería el Jefe de la Oficina de Aeronáutica de la Armada, publicó una orden que autorizaba oficialmente la creación de tres escuadrones de combate. También ocurrió durante la década de 1920 que los escuadrones de los marines comenzaron a calificar a bordo de los portaaviones. Sin embargo, en términos de misión y entrenamiento, la asignación de dos escuadrones de exploración como unidades componentes de los portaaviones de la Flota del Pacífico sería uno de los mayores avances de la aviación del Cuerpo de Marines. Previo a esto, en los escuadrones de los marines se ejercía poco control con respecto a la doctrina y entrenamiento. Esta asignación permitió que cerca del 60% de los aviadores en servicio activo en ese momento fueran expuestos a un disciplinado método de entrenamiento con una misión claramente definida.
El punto clave para la sobrevivencia en el largo plazo de la aviación del Cuerpo de Marines se produjo con el cambio estructural que significó la creación de la Fleet Marine Force en el año 1933. Esto cambió la doctrina de los marines para enfocarse menos en el servicio expedicionario y más en el apoyo a la guerra anfibia a la captura de bases navales avanzadas en caso de guerra. Esto también vio la creación de Aircraft One y Aircraft Two para reemplazar a los antiguos Escuadrón de Aviación, Costa Oriental y Escuadrón de Aviación, Costa Occidental  que apoyaron las operaciones en el Caribe y en China como parte de sus responsabilidades expedicionarias. Esta organización duraría hasta junio de 1940 cuando el Congreso autorizó para el Cuerpo de Infantería de Marina 1167 aviones como parte de su programa de los 10 000 aviones para la Armada. Justo un poco antes, en el año 1939, la Junta General de la Armada publicó una nueva misión para la aviación del Cuerpo de Marines, la que establecía que: "La aviación de los marines será equipada, organizada y entrenada principalmente para el apoyo de la Fuerza de los Marines de Flota en operaciones de desembarco y para el apoyo de las actividades de las tropas en campaña; y en forma secundaria como reemplazo para la aviación naval basada en portaaviones". El 7 de diciembre de 1941, en el día del ataque a Pearl Harbor, la aviación del Cuerpo de Marines consistía de 13 escuadrones de vuelo y 230 aviones.

### Segunda Guerra Mundial

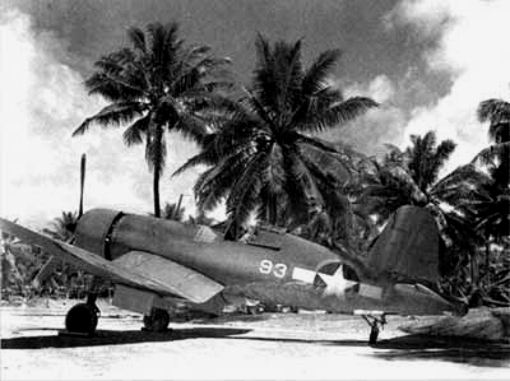
Un F4U Corsair en la Segunda Guerra Mundial.

Durante la Segunda Guerra Mundial el arma aérea del Cuerpo de Marines se expandiría rápida y extensivamente. Alcanzando su cantidad máxima de unidades con 5 alas aéreas, 31 grupos de aviación y 145 escuadrones de vuelo. Durante la guerra y por los siguientes cincuenta años, la Campaña de Guadalcanal sería el momento de definición para la aviación del Cuerpo de Marines. Las principales lecciones dejadas fueron los efectos debilitantes de no tener supremacía aérea, la vulnerabilidad de los blancos como los buques de transporte y la importancia vital de habilitar rápidamente aeródromos expedicionarios durante las operaciones. Debido a la forma en que se desarrolló la Guerra del Pacífico, la aviación de los marines no fue capaz de lograr su misión establecida en el año 1939 de apoyar en primer lugar a la Fuerza de Infantería de Marina de Flota. Durante los dos primeros años de la guerra, el arma aérea paso la mayor parte de su tiempo protegiendo a la flota y a las instalaciones terrestres de los ataques realizados por aviones y buques enemigos. Esto comenzó a cambiar después de la Batalla de Tarawa ya que el apoyo aéreo a las tropas en tierra realizado por los pilotos de la Armada dejaba mucho que desear. Después de la batalla, el general Holland Smith recomendó, "Los aviadores marines fuertemente acondicionados a los principios del apoyo aéreo directo", deberían hacer el trabajo. Durante la Campaña de Nueva Georgia se vio el primer apoyo aéreo cercano real proporcionado a las fuerzas terrestres de los marines realizado por la aviación del cuerpo , la Campaña de Bougainville y la campaña para recuperar Filipinas vio la creación de las grupos de enlace aéreo para coordinar el apoyo aéreo con los marines combatiendo en el suelo, y la Batalla de Okinawa reunió a la mayoría de esto con la creación del mando y control de aviación en la forma de las Unidades de Control del Apoyo Aéreo de la Fuerza de Desembarco. Durante el curso de la guerra, a los aviadores se les acreditaron 2355 aviones japoneses derribados en combate contra la pérdida de 573 aviones propios, estos lograron alcanzar 120 ases y se les concedieron 11 Medallas de Honor. Inmediatamente después de la guerra, la dotación del arma aérea del Cuerpo de Narines fue drásticamente reducida como parte del proceso de disminución de posguerra. Su tamaño cayó desde 116 628 hombres y 103 escuadrones el 31 de agosto de 1945 a 14 163 hombres y 21 escuadrones el 30 de junio de 1948. También se mantuvieron otros 30 escuadrones en la Reserva del Cuerpo de Marines de los Estados Unidos. También durante esta época, el secretario de defensa Louis A. Johnson, intentó eliminar la aviación del Cuerpo de Marines transfiriendo sus recursos aéreos a otros servicios e incluso propuso eliminar progresivamente al Cuerpo de Marines junto a una serie de recortes presupuestarios y reducción de fuerzas.

### Aviones a reacción y helicópteros
Después de la Segunda Guerra Mundial, los aviones a hélice fueron gradualmente sacados de servicio a medida que los aviones a reacción mejoraron y los helicópteros fueron desarrollados para ser usados en las operaciones anfibias. El primer escuadrón de aviones a reacción del Cuerpo de Marines llegó en noviembre de 1947 cuando el VMF-122 desplegó el FH Phantom, y cuatro años más tarde el VMF-311 sería el primer escuadrón de aviones a reacción en ser usado en combate para proporcionar apoyo aéreo cercano a los marines y soldados en tierra en diciembre de 1950 volando el F9F Panther. El HMX-1, el primer escuadrón de helicópteros de los marines, se formó en noviembre de 1947. Los helicópteros —el escuadrón VMO-6 volando el helicóptero HO3S1— hicieron su debut en combate en agosto de 1950 en la Batalla del Perímetro de Pusan. En enero de 1951 se activó el HMR-161, el primer escuadrón de helicópteros de transporte del mundo. En febrero de 1957, el VMA-214 se convirtió en el primer escuadrón del Cuerpo de Marines en ser certificado para el "lanzamiento de armas especiales": en otras palabras el lanzamiento de armas nucleares, varios otros escuadrones recibirían esta certificación. Aunque finalmente todas las armas nucleares serían traspasadas a la Armada y a la Fuerza Aérea.

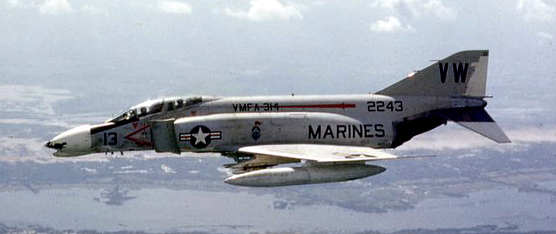
Un F-4 Phantom II perteneciente al VMFA-314 regresando a Chu Lai durante la guerra de Vietnam.

Durante las guerras de Corea y de Vietnam el tamaño de la Aviación del Cuerpo de Marines aumentó desde los niveles más bajos alcanzados posteriores a la Segunda Guerra Mundial, emergiendo como la fuerza que existe hoy en día, consistente de cuatro alas aéreas, 20 grupos de aéreos y 78 escuadrones de vuelo. Hacia el final de la guerra de Vietnam, la Fuerza de Tareas Aero-Terrestre de Marines pasó a depender de su inventario de aeronaves multirol de alas fijas y de alas rotatorias, las que podían operar desde bases en tierra o en alta mar, para apoyar a los infantes de marina operando en tierra.

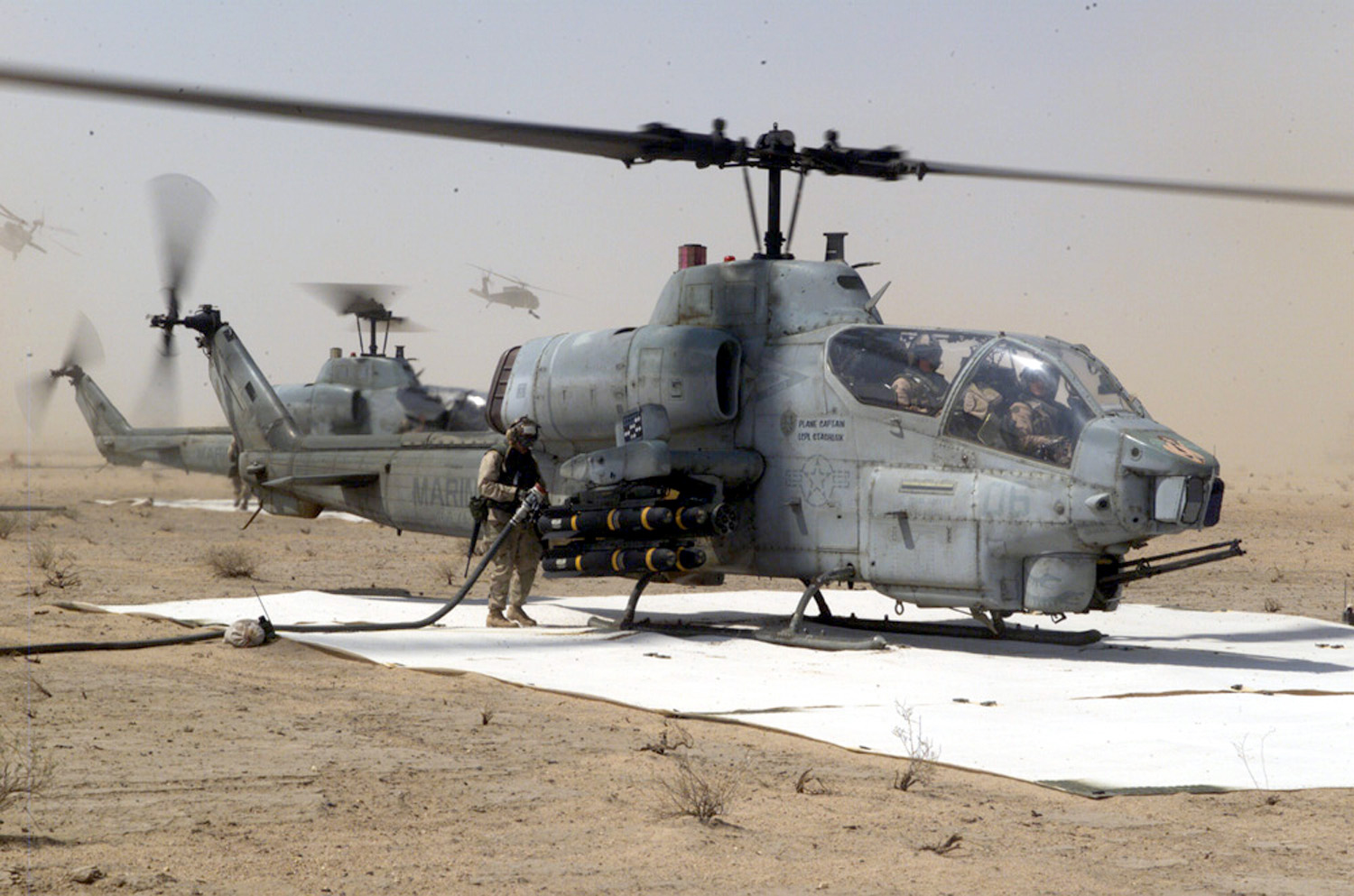
Helicópteros de ataque AH-1W SuperCobra siendo reabastecidos de combustible en la FARP MWSS-373 durante la Operación Iraqi Freedom.

Los aviadores fueron desplegados al Medio Oriente para las operaciones Desert Shield y Desert Storm, luego para la Operación Enduring Freedom en Afganistán y la Operación Iraqi Freedom. En el año 2006 la Aviación del Cuerpo de Marines alcanzó su nivel de operaciones más alto desde la guerra de Vietnam, volando más de 120 000 horas de combate para apoyar las operaciones en o cerca de Afganistán e Irak. A pesar del envejecimiento de sus aeronaves y de la alta intensidad de las operaciones, la Aviación logró un tasa de disponibilidad para misiones de un 74,5%, Desde 2010, la flota de aeronaves está siendo sometida a otra transformación.

### Futuro

Insignia moderna usada en las aeronaves estadounidenses.

Dado que el Cuerpo como un todo comenzó a crecer en el año 2007, la Aviación del Cuerpo de Marines se expandió con él, y aún continúa creciendo. Nuevos escuadrones han sido activados, y aún pendientes los escuadrones HMLA-567, VMFAT-501 y VMU-4. Algunas de las unidades de apoyo aumentaron su dotación y equipamiento.
- El Cuerpo intenta comprar 340[34] F-35B para reemplazar a todos los F/A-18 Hornet, AV-8B Harrier II y EA-6B Prowler[35] en los roles de caza, ataque a tierra y guerra electrónica.[36]
- El MV-22B Osprey está reemplazando al CH-46 Sea Knight y los restantes CH-53D Sea Stallion (la mayor parte de los cuales fueron reemplazados por CH-53E Super Stallion el cual a su vez será remplazado por el CH-53 King Stallion).
- El Cuerpo está cambiando todos los escuadrones CH-46 de la Costa Oriental al MV-22, que ya hizo sus primeros despliegues de combate y con las Unidades Expedicionarias de Marines.
- Los CH-53E serán reemplazados por el modelo CH-53K.[37]
- Los KC-130J Super Hercules reemplazarán a todos los otros modelos de C-130.
- Como parte del programa de mejoras H-1,[38] los UH-1N Twin Huey serán reemplazados o convertidos a UH-1Y Venom,[39] mientras que los AH-1W SuperCobras serán actualizados al estándar AH-1Z Viper. Los VH-3D Sea Kings y los VH-60N Blackhawks del escuadrón HMX-1 iban a ser reemplazados por el VH-71 Kestrel[40] con el programa VXX, pero el futuro de este programa está en duda debido a los recortes presupuestarios realizados por el Secretario de Defensa Robert Gates.[41][42]
- Los programas de Vehículos Aéreos No Tripulados serán actualizados en etapas, con el RQ-7 Shadow actualmente reemplazado al RQ-2 Pioneer y con el reemplazo del RQ-11 Raven ya planificado.[43][44] También han estado revisando el uso de helicópteros no tripulados para reabastecer a las tropas en Bases de Operaciones de Avanzada ubicadas en lugares remotos tales como Afganistán.[45]

## Organización

Insignia del escuadrón VMFA-232 Red Devils (en castellano: Diablos Rojos), el escuadrón de caza más antiguo del Cuerpo de Infantería de Marina.

### Escuadrones
La unidad básica táctica y administrativa de la aviación del Cuerpo de Marines de los Estados Unidos es el escuadrón, que tiene en términos de tamaño y organización es equivalente a un batallón. Los escuadrones de aeronaves de alas fijas son denotados por la letra "V", que proviene del verbo francés "Voler" (volar). Los escuadrones de aeronaves de alas giratorias (helicópteros) usan la letra "H". Los escuadrones de aeronaves más ligeras que el aire (globos aerostáticos), que estuvieron activos desde la Primera Guerra Mundial hasta el año 1943, utilizaba la letra "Z" en la designación de escuadrón naval. Los escuadrones de los marines siempre se les agrega la letra "M". La numeración de los escuadrones no es de progresión lineal, ya que algunas son numerados en orden ascendente y otras veces usan el número del ala o del buque al cual son asignados. Entre el año 1920 y el año 1941, los escuadrones de aviación del Cuerpo de Marines estuvieron identificados por números de un solo dígito. Esto cambió el 1 de julio de 1941 cuando todos los escuadrones existentes fueron redesignados con un sistema de tres dígitos. Los primeros dos números eran para identificar el grupo padre del escuadrón, pero con la rápida expansión durante la guerra y la frecuente transferencia de los escuadrones, este sistema no pudo enfrentar correctamente esta realidad. Cada escuadrón tiene un código de cola único de dos dígitos pintado en el estabilizador vertical y que tiende a permanecer el mismo durante toda la vida de este (aunque algunas veces cambia temporalmente cuando un escuadrón es asignado a un buque en particular).
Algunas veces el escuadrón se divide en secciones. Tradicionalmente, el avión líder pertenece al oficial comandante.

### Grupos
El siguiente nivel más alto en la Aviación del Cuerpo de Marines es el Grupo, el equivalente a un regimiento dentro de la aviación. Los grupos pueden ser clasificados como:
- Grupo Aéreo del Cuerpo de Marines: elemento aéreo de combate, usualmente consistente de varios escuadrones de alas fijas o alas giratorias y un único Escuadrón Logístico de Aviación del Cuerpo de Marines
- Grupo de Apoyo a Ala del Cuerpo de Marines: elemento de apoyo terrestre para una Ala Aérea del Cuerpo de Marines , que usualmente consiste de cuatro escuadrones de Apoyo a Ala del Cuerpo de Marines . Estas unidades contienen la vasta mayoría del equipamiento y técnicos de transporte motorizado e ingenieros de combate para una MAW. Los Grupos de Apoyo a Ala del Cuerpo de Marines fueron eliminados en el año 2012, con el personal perteneciente a sus cuarteles generales y a los Escuadrones de Apoyo a Ala del Cuerpo de Marines distribuidos a los Grupos Aéreos del Cuerpo de Marines.
- Grupo de Control Aéreo del Cuerpo de Marines: el elemento de mando y control para una MAW, usualmente consistente de unidades de control de tráfico aéreo, apoyo aéreo, comunicaciones, guerra antiaérea y de vehículos aéreos no tripulados.
- Grupo de Apoyo de Entrenamiento de Aviación del Cuerpo de Marines: elemento de entrenamiento para proporcionar apoyo a los estudiantes de aviación (aunque actualmente a menudo es solo una unidad de apoyo administrativo para los destacamentos en bases no de la infantería de marina).

### Alas

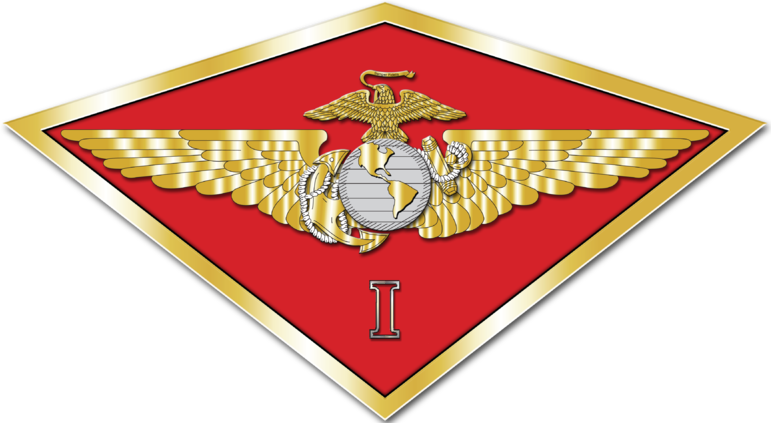
Insignia de la Ala Aérea del Cuerpo de Marines.

El nivel más alto en la Aviación del Cuerpo de Marines es el Ala de Aviación de la Infantería de Marina, el equivalente de una división. Usualmente las alas están asociadas a una división de Marines y a un Grupo Logístico del Cuerpo de Marines para formar una Fuerza Expedicionaria de Marines. Administrativamente, la aviación de los marines está organizada en tres MAW en servicio activo y en una MAW de reserva. Las MAW están diseñadas para proporcionar unidades en apoyo de una Fuerza de Tareas Aero-Terrestre de Marines u otras operaciones. Cada MAW tiene una estructura organizacional única. La MAW puede ser reforzada con activos de otras MAW para proporcionar aquellos activos necesarios para poder cumplir con las misiones asignadas. Está organizada en un cuartel general de la MAW, varios Grupos de Aviación del Cuerpo de Marines (MAG), un Grupo de Control Aéreo del Cuerpo de Marine y un Grupo de Apoyo al Ala del Cuerpo de Marines. Cada MAW es servida por un Escuadrón de Cuartel General de Ala del Cuerpo de Marines.
La misión de la MAW es realizar las operaciones aéreas en apoyo de las fuerzas de los marines incluyendo apoyo aéreo ofensivo, guerra antiaérea, apoyo al asalto, reconocimiento aéreo, guerra electrónica y el control de aeronaves y misiles. Como una función colateral, la MAW puede participar como un componente integral de la aviación naval en la ejecución de otras funciones de la Armada como lo ordene el Comandante de Flota.

### Cuerpos
Toda la aviación del Cuerpo de Marines está bajo la responsabilidad del Vicecomandante para la Aviación en el Cuartel General del Cuerpo de Marines, con la cooperación de la Armada de Estados Unidos. En este lugar, se crean y administran los planes para todos los aspectos de la aviación, incluyendo la adquisición de nuevas aeronaves, el entrenamiento, mantenimiento y dotaciones entre otros aspectos. El Cuartel General del Cuerpo de Marines Aviación del Cuerpo del Cuerpo de Marines de los Estados Unidos, crea las Fuerzas de Tareas de Transición para asistir a las unidades en las transiciones entre aeronaves y entre diferentes versiones de la misma aeronave.
El Vicecomandante de la Aviación también tienen el mando de los Destacamentos del Cuerpo de Marines en la Estación Naval de Armamento Aéreo de China Lake y la Estación Aeronaval de Patuxen River. Los marines de la NAS China Lake responden al vicecomandante por las pruebas y evaluaciones de todas las armas y sistemas de armas y del desarrollo de los sistemas de guerra electrónica. Mientras que aquellos en NAS Pax River trabajan con el Comando Naval de Sistemas Aéreos y son responsables de desarrollar, adquirir y apoyar los sistemas aeronáuticos navales y sistemas tecnológicos relacionados destinados a las fuerzas operativas.

## Estaciones aéreas del Cuerpo de Marines

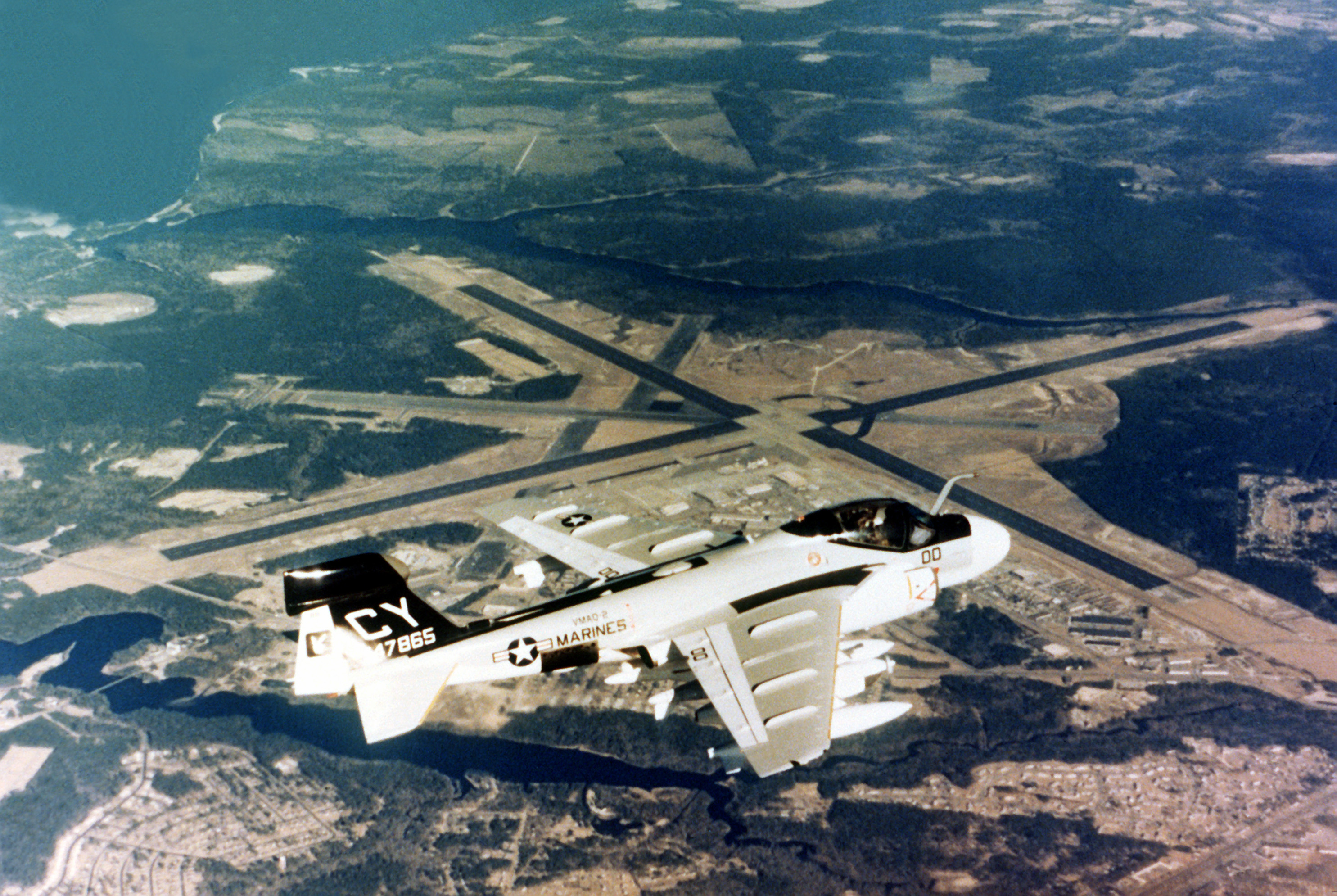
Un EA-6A perteneciente al VMAQ-2 volando sobre la Estación Aérea del Cuerpo Marines de Cherry Point.

Debido a las distancias y espacios necesarios para operar aeronaves, cada MAW dispersa su grupos y escuadrones entre varias Estaciones Aéreas del Cuerpo de Marines, así como disponer de destacamentos/enlaces (y ocasionalmente unidades completas) a aeropuertos, Bases de la Fuerza Aérea y Estaciones Aeronavales. Cada MCAS mantiene sus propias funciones de base así como de control de tráfico aéreo e instalaciones de apoyo (a menudo cada una con su propio Escuadrón de Cuartel General y Cuartel General).

## Aviadores

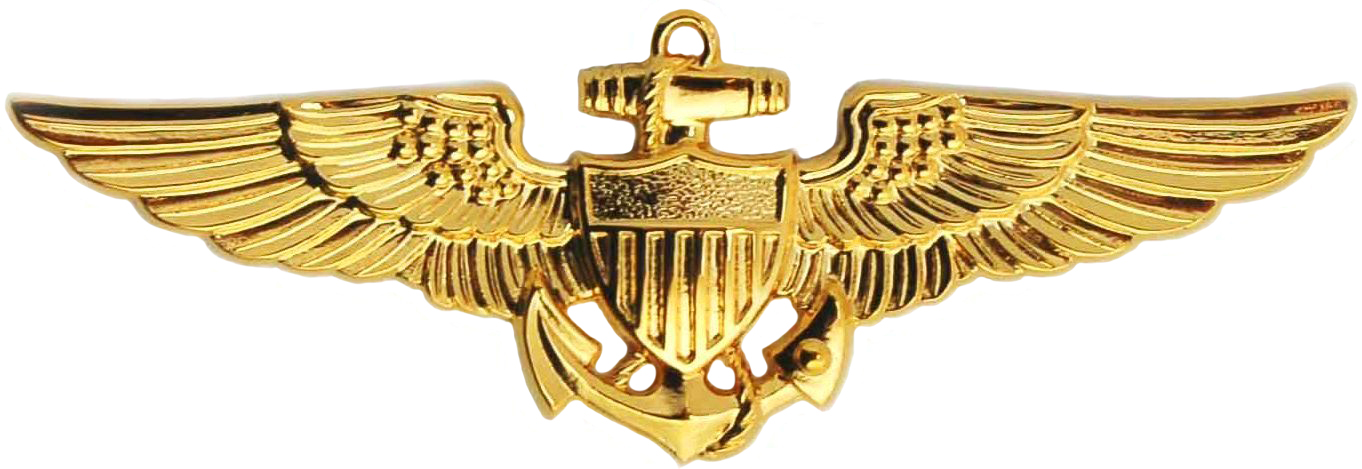
Insignia usada por los aviadores navales estadounidenses.

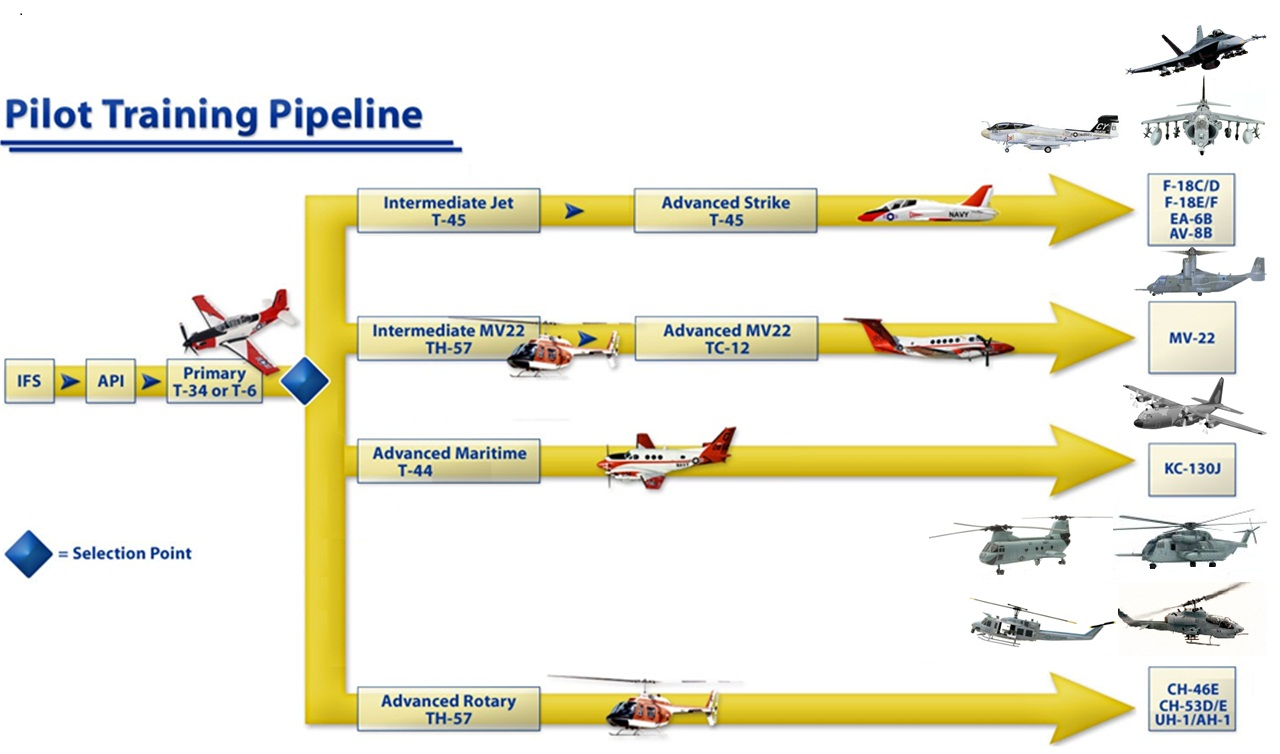
Etapas del entrenamiento usado en la Aviación del Cuerpo de Infantería de Marina.

Todos los pilotos y oficiales de vuelo son entrenados y calificados como aviadores navales o como oficiales de vuelo por la Armada. Los potenciales aviadores reciben su comisión y asisten a la The Basic School igual que el resto de oficiales de los marines, luego se reportan al 21.er Grupo de Apoyo al Entrenamiento de la Aviación para asistir al Adoctrinamiento de Prevuelo de la Aviación en la Estación Aérea Naval de Pensacola, Florida. Allí ellos reciben instrucción sobre aerodinámica, motores de aviación y sistemas, meteorología, navegación y normas y regulaciones de vuelo. Después de terminar este entrenamiento, ellos son asignados a Entrenamiento de Vuelo Primario en el 22.º Grupo de Apoyo al Entrenamiento de la Aviación, en la Estación Aérea Naval de Corpus Christi, Texas o los restantes en Pensacola, Florida. Al completar exitosamente la fase de Entrenamiento de Vuelo Primario, ellos seleccionarán el tipo de aeronave que les gustaría volar, de acuerdo a las necesidades del Cuerpo de Marines.
Después de la selección, los aviadores estudiantes son asignados a Entrenamiento de Vuelo Avanzado en su campo particular de especialización (aeronaves de reacción, a hélice o de alas giratorias). Al completar esa fase, los estudiantes son designados como Aviadores Navales y se les entrega su Insignia de Aviador Naval. Desde ese punto, ellos son entrenados en un Escuadrón de Reemplazo para la Flota para la aeronave específica que ellos volarán. Unos pocos aviones poco comunes son enseñados por la Armada o la Fuerza Aérea, o en el caso del HMX-1, por la compañía que fabricó la aeronave. Después de terminar su período allí, los aviadores son asignados a su primer escuadrón.
Los Oficiales de Vuelo Navales, después de pasar por el Adoctrinamiento de Prevuelo de Aviación, continúan su propia ruta de entrenamiento permaneciendo en Pensacola y reciben entrenamiento extra en navegación y aviónica. Después de entrenamiento Avanzado de NFO, se les entrega sus alas y son asignados a su primer servicio en un escuadrón activo.
Las tripulaciones aéreas de tropa también sirven en algunas aeronaves (principalmente helicópteros). Ellos son entrenados en la NAS Pensacola y son eligibles para usar la insignia de tripulación aérea.
Los aviadores son eligibles para obtener medallas tales como la Cruz de Vuelo Distinguido por heroísmo en combate y la Medalla del Ejército, Naval y Aérea por logros meritorios en vuelo así como la Medalla Águila Gris por antigüedad. Los pilotos en combate tienen la oportunidad de convertirse en ases de la aviación.

## Aviones actuales

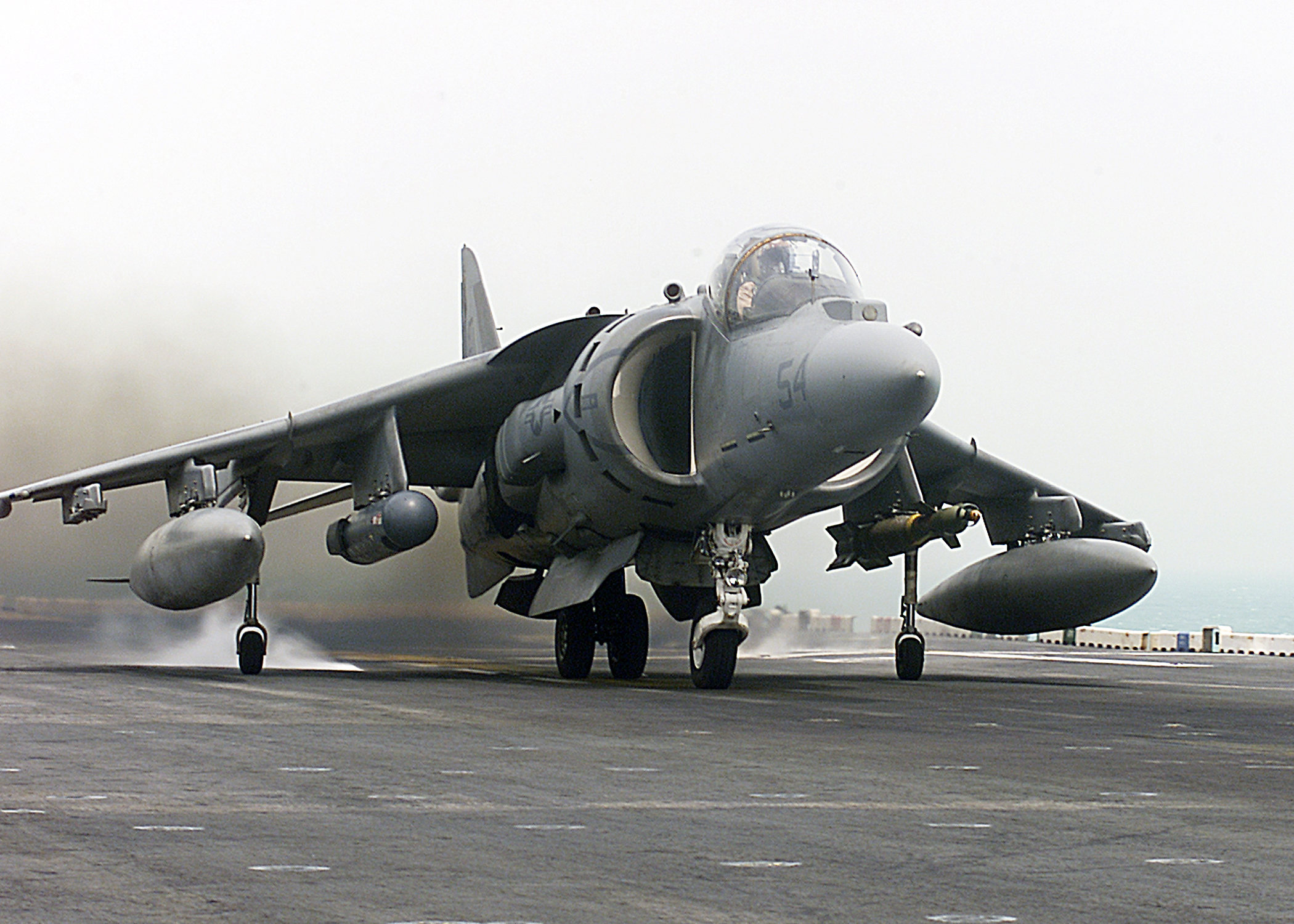
Un AV-8B Harrier II del Cuerpo de Marines en la cubierta de vuelo del.

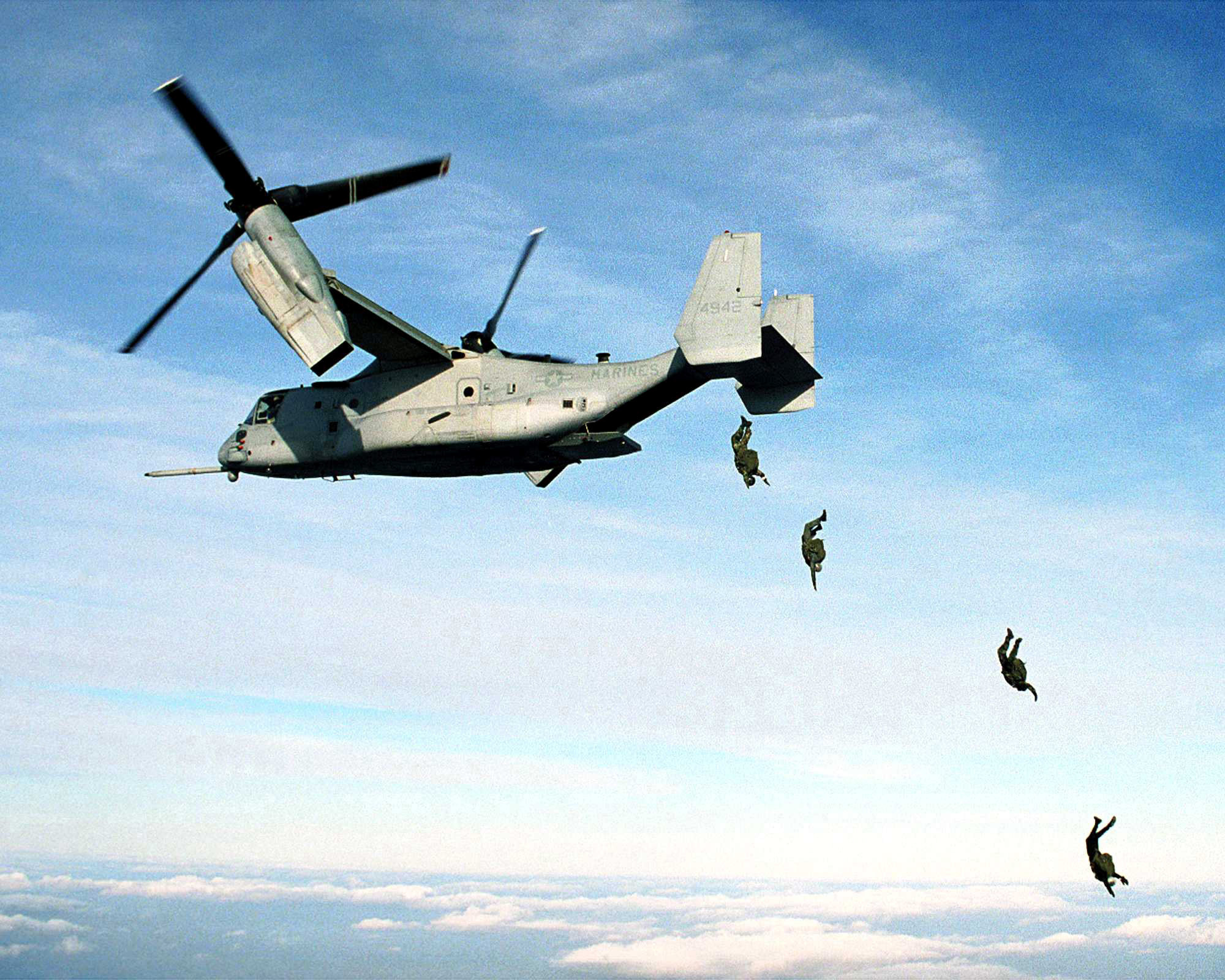
Un MV-22B lanzando paracaidistas de los marines.

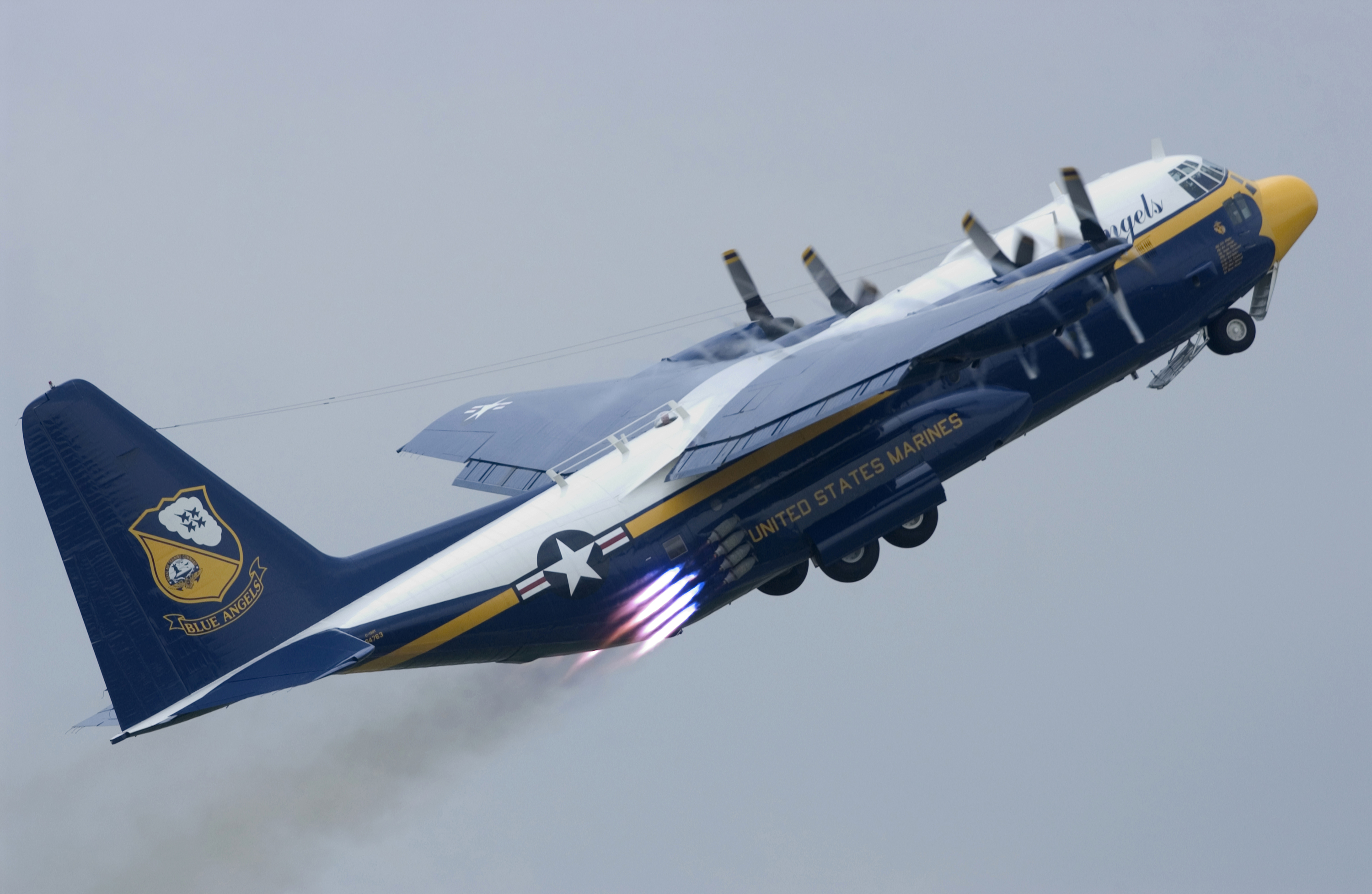
Un C-130T Fat Albert del USMC realizando un despegue JATO.

Los escuadrones de helicópteros de ataque ligeros de los marines son escuadrones compuestos de AH-1W SuperCobras y UH-1N Iroquois (también conocido como Huey), donde los fuselajes tienen un 80% de partes comunes. Ambos aparatos fueron reemplazados respectivamente por el Bell AH-1Z Viper en el año 2011 y el Bell UH-1Y Venom en el año 2009, como parte del programa de mejoras H-1. Estos proporcionan las capacidades de ataque y transporte ligeros. Los escuadrones de helicópteros medios de los marines operan con los helicópteros de transporte medios CH-46E Sea Knight; pero estos están siendo convertidos al V-22 Osprey, una aeronave convertiplano con un superior alcance y velocidad, y están siendo renombrados como escuadrones de convertiplanos medios de los marines. Los escuadrones de helicópteros pesados operan con los helicópteros CH-53D Sea Stallion y CH-53E Super Stallion para misiones de transporte pesado. Estos eventualmente serán reemplazados con el CH-53K mejorado, actualmente en desarrollo.
Los escuadrones de ataque operan con el AV-8 Harrier II; mientras que los escuadrones de caza y ataque y de caza y ataque (todo clima), ambos operan con las versiones monoplaza (F/A-18C) y biplaza (F/A-18D) del avión de caza y ataque F/A-18 Hornet. El AV-8B es un avión VTOL que puede operar desde buques de asalto anfibio, bases aéreas en tierra firme y aeródromos expedicionarios cortos. El F/A-18 solo puede operar desde portaaviones o desde tierra firme. Ambos están destinados a ser reemplazados por el F-35B, la versión STOVL del F-35 Lightning II. El Cuerpo de Marines también comprará 80 aparatos de la versión F-35C para portaaviones, los suficientes para cinco escuadrones, para servir con las Alas Aéreas Embarcadas de la Armada.
Adicionalmente, el Cuerpo operan dos aeronaves para la guerra electrónica y el reabastecimiento en vuelo en la forma del EA-6B Prowler y del KC-130 Hercules respectivamente. Los escuadrones de reabastecimiento en vuelo y transporte de la infantería de marina (en inglés: Marine Transport Refuelling, VMGR), el Hercules sirve como un avión de reabastecimiento terrestre y de transporte táctico.
Con la adición del kit ISR / Misión de Armas, el KC-130J será capaz de servir como un avión de overwatch (en castellano: apoyo de fuego) y pueden entregar apoyo a tierra por fuego de artillería utilizando fuego de cañones de 30 mm, misiles Hellfire o Griffin y bombas de guiado de precisión. Esta capacidad, llamada como " Harvest HAWK", puede ser usado en escenarios donde la precisión no es un requisito, tal como misiones de denegación de área. Fue usado por primera vez en Afganistán a finales del año 2010. Sirviendo en los escuadrones de guerra electrónica táctica, el Prowler es el principal avión de guerra electrónica táctica que queda en el inventario estadounidense, aunque los escuadrones de la Armada han comenzado a reemplazarlo con el EA-18G Growler. Ha sido etiquetado como un "activo nacional" y frecuentemente es prestado para asistir en cualquier acción de combate estadounidense, no solo en operaciones de la infantería de marina. Desde el retiro del EF-111A Raven en el año 1998, el único avión de guerra electrónica de la Fuerza Aérea, los aviones del Cuerpo de Marines y de la Armada han proporcionado el apoyo de guerra electrónica para las unidades de la Fuerza Aérea.
En el Cuerpo de Marines también opera dos escuadrones de vehículos aéreos no tripulados con la aeronave RQ-7 Shadow usada para reconocimiento militar. Estos escuadrones también operan con el Boeing Insitu ScanEagle y recientemente han retirado el RQ-2 Pioneer.
El 401.er Escuadrón de Entrenamiento de Caza del Cuerpo Marines, opera con aviones F-5E, F-5F y F-5N Tiger II para apoyar la realización del entrenamiento de combate aéreo disimilar agresor). El Escuadrón Uno de Helicópteros del Cuerpo de Marines (HMX-1) opera helicópteros medios VH-3D Sea King y ligeros VH-60N Nighthawk en el rol de transporte vip, previamente planificado que fueran reemplazados por el cancelado VH-71 Kestrel. El Escuadrón de Transporte del Cuerpo de Marines Uno (VMR-1) utiliza varios tipos de aeronaves para transporte vip y logística crítica, incluyendo el C-9B Skytrain II, UC-35C/D Citation Ultra/Encore, C-12B/F Huron y C-20G Gulfstream IV, así como el HH-46E en el rol de búsqueda y rescate. Un único C-130 Hercules del Cuerpo de Marines, llamado "Fat Albert" (en castellano: Gordo Albert) es usado para apoyar al equipo de vuelo acrobático de la Armada de Estados Unidos, el "Blue Angels".

### Aviones y armamentos
| Aeronaves de alas fijas - McDonnell Douglas F/A-18C/D Hornet (se anticipa su reemplazo por el Lockheed Martin F-35B Lightning II y el F-35C, comenzando en el año 2014) - McDonnell Douglas AV-8B Harrier II (se anticipa el reemplazo por el F-35B Lightning II, comenzando en el año 2014) - Northrop Grumman EA-6B Prowler - Northrop F-5 - Lockheed Martin KC-130J/T Hercules - Transportes vip: - McDonnell Douglas C-9B Skytrain II - Beechcraft C-12B/F Huron - C-20G Gulfstream IV - Cessna UC-35C/D Citation/Encore Aeronaves de alas rotatorias - Bell AH-1W SuperCobra (se anticipa su reemplazo por el Bell AH-1Z Viper, comenzando en el año 2011) - UH-1N Iroquois/TwinHuey (se anticipa su reemplazo por el Bell UH-1Y Venom, comenzando en el año 2009) - Boeing Vertol CH-46 Sea Knight (reemplazado por el Bell-Boeing MV-22B Osprey comenzando en el año 2007) - Sikorsky CH-53D Sea Stallion - Sikorsky CH-53E Super Stallion (reemplazo planificado para el año 2018 con el Sikorsky CH-53K) - Marine One - Sikorsky VH-3D Sea King - Sikorsky VH-60N Nighthawk - Lockheed Martin VH-71 Kestrel Aeronave convertiplano - Bell-Boeing MV-22B Osprey UAV - AAI RQ-7 Shadow - Boeing ScanEagle - AeroVironment Wasp III - Kaman K-MAX | Ametralladoras y cañones automáticos - Cañón rotativo GAU-12 de 25 mm - Ametralladora pesada GAU-16/A de 12,7 mm - Ametralladora rotativa GAU-17/A de 7,62 mm - Ametralladora rotativa GAU-2B/A de 7,62 mm - Cañón rotativo GAU-4 Vulcan M61 de 20 mm - Cañón revólver M39 de 20 mm] - Cañón rotativo M197 de 20 mm Bombas - Bomba de racimo CBU-100 Mk-20 Rockeye II - Bomba guiada por láser GBU-10 de 2000 libras (907 kg) - Bomba guiada por láser GBU-12 de 500 libras (227 kg) - Bomba guiada por láser GBU-16 de 1000 libras (454 kg) - Bomba Mk 82 de 500 libras (227 kg) - Bomba Mk 83 de 1000 libras (454 kg) - Bomba Mk 84 de 2000 libras (907 kg) - Bomba incendiaria Mark 77 de 750 libras (340 kg) Misiles - Misil antirradiación Misil AGM-45 Shrike - Misil aire-superficie Misil AGM-65 Maverick - Misil antibuque Misil AGM-84 Harpoon - Misil antirradiación de alta velocidad AGM-88 High-Speed Anti-radiation Missile (HARM) - Misil aire-superficie AGM-114 Hellfire - Misil antirradiación AGM-122 Sidearm - Misil aire-aire AIM-7 Sparrow - Misil aire-aire AIM-9 Sidewinder - Misil aire-aire AIM-120 AMRAAM Cohetes - Hydra 70 - Lanzador de cohetes M260 de 70 mm |